# 意難忘 (2004年電視劇)
《意難忘》為2004年民視八點檔連續劇。本劇以1960年代至2000年代的嘉義地區為背景，表現出三兄弟在紛亂的社會中認真奮鬥的精神。中国大陆央視版本分為兩部，《意難忘》與《再續意難忘》，主要分別為第一代與第二代為故事要點。2004年5月21日開鏡，9月22日接檔《慾望人生》首播，2006年9月28日終結，總計526集，為台灣八點檔類排行第一集數的戲劇。

## 演員名單
- 王識賢飾王勝天/王青雲
- 張鳳書飾賴麗珠/方麗珠
- 李李仁飾王勝志
- 韓瑜飾黃雪蓮/陳珊妮
- 李興文飾李泉水(阿水)
- 劉至翰飾林大中
- 楊寶瑋飾賴素綾
- 徐亨飾蔡進炮
- 謝承均飾王天助
- 葛家宏飾幼年王天助
- 謝金燕飾林玉婷
- 傅珮慈飾幼年林玉婷
- 李政穎飾蔡志明/楊建志
- 林彥辰飾幼年蔡志明
- 葉家妤飾蔡志英(妞妞)
- 甘詠薇飾幼年蔡志英
- 傅子純飾杜安倫(Allen)
- 安定亞飾江文冰(阿冰)
- 邱琦雯飾李佳佳
- 施語嫣飾幼年李佳佳
- 張琴飾陳月霞
- 黃仲崑飾黄坤山/黄君雄
- 李雅婷飾許淑珍/楊淑珍
- 石英飾賴天祐
- 高欣欣飾陈丽卿
- 崔浩然飾李世民
- 岳虹飾蘇月虹
- 林照雄飾林通海
- 江祖平飾林秀慧
- 德馨飾李愛玉
- 林在培飾麥國傳
- 張瓊姿飾張慧琳
- 陳子強飾廖水蛙
- 六月飾麥雅棠
- 王耿豪飾陳世豪
- 葉歡飾李千惠
- 趙永馨飾陳玉潔
- 陳若萍飾蘇月鳳
- 張銘飾光榮
- 李芳雯飾施莉雯
- 林義芳飾雷公
- 章永華飾李機要
- 唐川飾方金川
- 蕭惠飾羅夏梅
- 高宇蓁飾方麗君
- 章家瑄飾琳達
- 呂旻蓁飾許小蓁
- 張龍飾福伯
- 孫致禹飾孫潔
- 江中飾聶江田
- 況明潔飾李佩琪/何佩琪
- 李㼈飾杜文傑(蚯蚓)
- 陳宇風飾許坤良
- 黃膺勳飾高茂雄
- 王燦飾李文华
- 马幼兴飾马俊傑
- 聶秉賢飾聶超風
- 龍天翔飾趙武雄
- 丁力騏飾吳品德
- 張希愛飾王家儀
- 陳柏村飾阿肯
- 姜榮峰飾泰山
- 張煥麟飾阿風
- 夏艾萱飾佩琪
- 陳雅燕飾安妮
- 錢雯婷飾露露
- 李金玲飾阿玲
- 王世官飾阿義
- 米漿飾林大象
- 陳威良飾陳阿猴
- 蕭競飾大柱
- 鍾天飾古意
- 林玉紫飾花子
- 岩野央飾田中健
- 內田忠克飾大野
- 王信翔飾小野
- 張文進飾滷蛋
- 雷峰飾劉議長
- 康龍飾邱立委
- 曾莞婷飾欣欣
- 盧靚飾金曼莉
- 林嘉新飾阿忠
- 高書婷飾田秘書
- 鄭平君飾吳院長
- 游诗璟飾游安琪
- 紀來和飾邱大順
- 成祖頤飾小潔
- 太郎飾太郎
- 林立青飾艾莉絲
- 康丁飾鄭老師
- 林文鈞飾宮本
- 王希華飾王董
- 李亮瑾飾小美
- 四方飾麥可
- 劉濟民飾林濟民
- 高明偉飾小陳
- 童毅軍飾葉董
- 苗真飾閨蜜
- 陳萬號飾杜董
- 胡鈞飾尤鎂

## 主題曲

### 片頭曲
| 順序 | 歌曲名稱           | 作詞   | 作曲   | 主唱           | 播出期間                      | 播出集數         |
| 1    | 情難忘             | 王識賢 | 日本曲 | 王識賢         | 2004年9月22日－2005年1月14日  | 第1集～第83集    |
| 2    | 出外人             | 游國謙 | 日本曲 | 詹雅雯         | 2005年1月17日－2005年2月11日  | 第84集～第103集  |
| 3    | 擔輸贏             | 潘協慶 | 潘協慶 | 江蕙           | 2005年2月14日－2005年3月25日  | 第104集～第133集 |
| 4    | 堅持               | 江志豐 | 江志豐 | 翁立友         | 2005年3月28日－2005年7月14日  | 第134集～第212集 |
| 5    | 愛你的代價         | 彭莉   | 彭莉   | 高向鵬、方瑞娥 | 2005年7月15日－2005年10月20日 | 第213集～第282集 |
| 6    | 雪中花             | 郭之儀 | 郭之儀 | 王識賢、孫淑媚 | 2005年10月21日－2005年12月1日 | 第283集～第312集 |
| 7    | 無人來作伴         | 巴布   | 蕭蔓萱 | 林姍、翁立友   | 2005年12月2日－2006年1月19日  | 第313集～第347集 |
| 8    | 愛了无後悔         | 張錦華 | 張錦華 | 龍千玉、翁立友 | 2006年1月20日－2006年6月9日   | 第348集~第447集  |
| 9    | 我愛你(愛伊希地魯) | 黃明洲 | 黃明洲 | 翁立友         | 2006年6月12日－2006年9月28日  | 第448集~第526集  |

### 預告曲
| 順序 | 歌曲名稱 | 作詞         | 作曲       | 主唱       | 播出期間                                                                                                 | 播出集數                                                    |
| 1    | 意難忘   | 慎芝         | 佐佐木俊一 | 美黛       | 2004年9月22日－2005年1月20日、2005年1月24日                                                              | 第1集～第87集、第89集                                       |
| 2    | 昨夜星辰 | 吳桓、張勇強 | 李軍       | 林淑容     | 2005年1月21日、2005年1月25日－2005年12月29日、2006年3月14日－2006年4月21日、2006年4月28日－2006年9月28日 | 第88集、第90集～第332集、第384集～第412集、第417集～第524集 |
| 3    | 思念喲   | 武雄、陳子鴻 | 上地正昭   | 江蕙、阿杜 | 2005年12月30日－2006年3月13日                                                                            | 第333集～第383集                                            |
| 4    | 情火     | 邱宏瀛、魏寧 | 羅又華     | 白冰冰     | 2006年4月24日－2006年4月27日                                                                             | 第413集～第416集                                            |

### 片尾曲
| 順序 | 歌曲名稱     | 作詞         | 作曲   | 主唱           | 播出期間                       | 播出集數         |
| 1    | 雲中月圓     | 陳素進       | 高樂榮 | 王識賢、孫淑媚 | 2004年9月22日－2004年12月14日  | 第1集～第60集    |
| 2    | 昨夜星辰     | 吳桓、張勇強 | 李軍   | 林淑容         | 2004年12月15日－2004年12月31日 | 第61集～第73集   |
| 3    | 意難忘       | 張燕清       | 張燕清 | 蔡小虎         | 2005年1月3日－2005年5月20日    | 第74集～第173集  |
| 4    | 真愛只有你   | 巴布         | 蕭蔓萱 | 傅振輝、林姍   | 2005年5月23日－2005年10月13日  | 第174集～第277集 |
| 5    | 無人來作伴   | 巴布         | 蕭蔓萱 | 林姍、翁立友   | 2005年10月14日－2005年12月1日  | 第278集～第312集 |
| 6    | 風中的玫瑰   | 張錦華       | 張錦華 | 龍千玉         | 2005年12月2日－2006年4月28日   | 第313集～第417集 |
| 7    | 今生最愛的人 | 張錦華       | 張錦華 | 蔡小虎         | 2006年5月1日－2006年9月28日    | 第418集～第525集 |

### 插曲
- 資料尚未齊全，片頭曲、片尾曲、預告曲皆有作為插曲插入（下方資料僅列入部分歌曲）

| 順序 | 歌曲名稱           | 作詞            | 作/編曲                          | 主唱            |
| 1    | 快樂的出帆         | 吉川靜夫        | 豐田一雄                         | 鄧麗君          |
| 2    | 西北雨             | 周添旺          | 周添旺                           | 林淑容          |
| 3    | 飄浪之女           | 蔡琴            | 蔡琴                             | 蔡琴            |
| 4    | 不了情             | 王福齡 黃文輝   | 陶秦/鮑比達                      | 蔡琴            |
| 5    | 苦酒滿杯           | 謝雷            | 謝雷                             | 謝雷            |
| 6    | 情人再見           | 莊奴            | 臺灣台語                         | 鄧麗君          |
| 7    | 難忘的鳳凰橋       | 葉俊麟          | 吉田正                           | 鄧麗君          |
| 8    | 月夜愁             | 周添旺          | 鄧雨賢                           | 江蕙            |
| 9    | 雲中月圓           | 陳素進          | 高樂榮                           | 王識賢 孫淑媚   |
| 10   | 情難忘             | 王識賢          | 日本曲                           | 王識賢          |
| 11   | 反背               | 蕭茂成          | 蕭茂成                           | 王識賢          |
| 12   | 中華民國國歌       | 孫中山          | 胡漢民 戴傳賢 廖仲愷 邵元冲      | 劇中李李仁      |
| 13   | 勝者為王           | 吳嘉祥          | 吳嘉祥                           | 王識賢          |
| 14   | 愛妳的批紙         | 廖世傑          | 廖世傑                           | 蔡小虎          |
| 15   | 六月風             | 張錦華          | 張錦華                           | 王識賢          |
| 16   | 斷線情             | 宋永謙          | 宋永謙                           | 王識賢          |
| 17   | 情恨               | 洪世峰          | 江志豐                           | 王識賢          |
| 18   | 褪色的彩筆         | 許文祺          | 黃文龍                           | 蔡小虎          |
| 19   | 寂寞的蠟燭         | 許慧貞          | 吳欽文                           | 王識賢          |
| 20   | 謝天謝地           | 陳明光          | 宋永謙                           | 王識賢          |
| 21   | 家後               | 鄭進一          | 鄭進一                           | 江蕙            |
| 22   | 甘願伴妳一生       | 陳金順          | 陳潔民                           | 龍千玉          |
| 23   | 傷心的人           | 潘芳烈          | 潘芳烈                           | 王識賢          |
| 24   | 永遠愛你           | 翁立友          | Andy Chua                        | 翁立友          |
| 25   | 送行               | 巴布            | 蔓萱                             | 翁立友          |
| 26   | 雲瀟灑             | 鄭進一          | 鄭進一                           | 王識賢          |
| 27   | 真愛只有妳         | 巴布            | 蔓萱                             | 傅振輝 林姍     |
| 28   | 堅持               | 江志豐          | 作曲：江志豐 編曲：張振杰        | 翁立友          |
| 29   | 魯冰花             | 姚謙            | 陳陽                             | 曾淑勤          |
| 30   | 孤單才知痛         | 巴布            | 李富強                           | 翁立友          |
| 31   | 七逃人的目屎       | 劉達雄          | 日本曲                           | 鄭智化          |
| 32   | 可憐戀花再會吧     | 葉俊麟          | 上原Gento                        | 洪一峰          |
| 33   | 一生只有你         | 張燕清          | 張燕清                           | 蔡小虎          |
| 34   | 自由自在           | 張燕清          | 張燕清                           | 翁立友          |
| 35   | 雙人的舞步         | 巴布            | 蔓萱                             | 翁立友          |
| 36   | 男人淚             | 吳梵            | 吳梵                             | 王識賢          |
| 37   | 斷情歌             | 吳梵            | 吳梵                             | 王識賢          |
| 38   | 青春的煙火         | 吳梵            | 吳梵                             | 王識賢          |
| 39   | 捧著祝福來相送     | 白進法          | 項仲為                           | 林姍            |
| 40   | 春樹暮雲           | 吳梵            | 吳梵                             | 王識賢          |
| 41   | 思念喲             | 武雄/陳子鴻     | Ucchi Masaaki                    | 阿杜 江蕙       |
| 42   | 愛了無後悔         | 張錦華          | 張錦華                           | 翁立友 龍千玉   |
| 43   | 深深思戀           | 郭之儀          | 郭之儀                           | 羅建豪 秀蘭瑪雅 |
| 44   | 走在雨中           | 李泰祥          | 李泰祥                           | 齊豫            |
| 45   | 媽媽的背影         | 白進法          | 李富強                           | 王識賢          |
| 46   | 聆聽               | 巴布            | 大悲咒                           | 黃思婷          |
| 47   | 一切隨緣           | 彭莉            | 彭莉                             | 黃思婷          |
| 48   | 幸福               | 林東松          | 林東松                           | 黃思婷          |
| 49   | 永遠的期待         | 吳梵            | 林東霖                           | 王識賢 謝金燕   |
| 50   | 嗆聲               | 吳梵            | Andy Chau                        | 謝金燕          |
| 51   | 新天堂             | 林東松          | 林東松                           | 謝金燕          |
| 52   | 我甘願為你吃苦     | 許常德          | 吳嘉祥                           | 黃思婷          |
| 53   | 公主徹夜未眠       | 普契尼          | 普契尼                           | Plácido Domingo |
| 54   | 夜空               | 巴布            | 猶太民謠                         | 黃思婷          |
| 55   | 夢醒時分           | 李宗盛          | 李宗盛                           | 陳淑樺          |
| 56   | 返來我身邊         | 武雄            | 鄭華娟                           | 江蕙            |
| 57   | 女人花             | 李安修          | 陳耀川                           | 梅艷芳          |
| 58   | 願蒼天變了心       | 何厚華          | 徐嘉良                           | 方季惟          |
| 59   | 悲戀的公路         | 葉俊麟          | 日本曲                           | 王識賢          |
| 60   | 情字這條路         | 慎芝            | 鄧華娟                           | 潘越雲          |
| 61   | 一言難盡           | 十一郎          | 張宇                             | 張宇            |
| 62   | 淚海               | 季忠平 許常德   | 季忠平                           | 許茹芸          |
| 63   | 我依然是你的情人   | 陳曉娟          | 陳曉娟                           | 李玟            |
| 64   | 解脫               | 翁立友          | Andy Chua                        | 翁立友          |
| 65   | 不如甭熟識         | 正一            | 葉大輝                           | 龍千玉          |
| 66   | 愛的禮讚           | 家愛德華·艾爾加 | 家愛德華·艾爾加                  | BGM無歌詞       |
| 67   | 彩色人生           | 翁立友          | tonny                            | 翁立友          |
| 68   | 親密愛人           | 小蟲            | 小蟲                             | 梅艷芳          |
| 69   | 新不了情           | 林夕            | 鮑比達                           | 萬芳            |
| 70   | 男人不該讓女人流淚 | 十一郎          | 黃國倫                           | 蘇永康          |
| 71   | 心心相愛           | 葉俊麟          | 日本曲                           | 洪一峰          |
| 72   | 小星星             | 汪蘇瀧          | 汪蘇瀧                           | 汪蘇瀧          |
| 73   | 空笑夢             | 武雄            | 吳嘉祥                           | 蔡振南          |
| 74   | 酒後的心聲         | 童皓平          | 童皓平                           | 江蕙            |
| 75   | 心事誰人知         | 蔡振南          | 蔡振南                           | 沈文程          |
| 76   | 真心的朋友         | 蔡振南          | 蔡振南                           | 沈文程          |
| 77   | 有你置身邊         | 鄭進一 陳維祥   | 作曲：鄭進一 陳維祥 編曲：王豫民 | 鄭進一          |
| 78   | 你是我的兄弟       | 高向鵬 傅振輝   | 張錦華                           | 張錦華          |
| 79   | 姐姐妹妹站起來     | 陶晶瑩          | 劉思銘                           | 劉志宏          |
| 80   | 滾滾紅塵           | 陳淑樺、羅大佑  | 羅大佑                           | 羅大佑          |

## 爭議事件
2004年12月16日，不滿民視八點檔連續劇《慾望人生》製作人鄭朝城抨擊三立台灣台八點檔連續劇《台灣龍捲風》劇情「教壞小孩」，三立電視節目部發表聲明回批，《意難忘》劇情有兒子預謀弒父、女兒意圖持槍弒父、黑道縱火、立委殺人、官商掛勾、酒家女拿槍等不良示範。《意難忘》製作人郭宏亮駁斥，「我們哪有子殺父的情節？大家眼睛是雪亮的。」

## 獎項紀錄
| 年份   | 頒獎典禮     | 獎項                 | 入圍者                 | 結果 |
| ------ | ------------ | -------------------- | ---------------------- | ---- |
| 2005年 | 第40屆金鐘獎 | 戲劇類連續劇男主角獎 | 李李仁                 | 提名 |
| 2005年 | 第40屆金鐘獎 | 戲劇類連續劇男配角獎 | 徐亨                   | 提名 |
| 2005年 | 第40屆金鐘獎 | 戲劇類連續劇女配角獎 | 高欣欣                 | 提名 |
| 2005年 | 第40屆金鐘獎 | 攝影獎               | 王建中                 | 提名 |
| 2005年 | 第40屆金鐘獎 | 剪輯獎               | 周坤城、彭寒英、喬慧中 | 提名 |
| 2005年 | 第40屆金鐘獎 | 音效獎               | 席裕龍                 | 提名 |
| 2006年 | 第41屆金鐘獎 | 戲劇節目最佳男配角獎 | 徐亨                   | 獲獎 |

## 備註
1. ↑  原曲为《夜空（日语：夜空 (五木ひろしの曲)）》，山口洋子作词，平尾昌晃作曲，原唱五木宏。
2. ↑  原曲为《雪列車》，糸井重里作词，阪本龍一作曲，原唱前川清。
3. ↑  劇中第一集貨車車斗主唱為：王識賢、韓瑜、臨時演員(劇中3位小孩)。
4. ↑  原曲为《江蕙》，周添旺作词，鄧雨賢作曲，原唱江蕙。
5. ↑  原曲为《夜空（日语：夜空 (五木ひろしの曲)）》，山口洋子作词，平尾昌晃作曲，原唱五木宏。
6. ↑  原曲为《涙をありがとう》，関根浩子作词，米山正夫作曲，原唱西鄉輝彥。
7. ↑  原曲为《 雨の国道七号線》，宮川哲夫作词，吉田正作曲，原唱フランク永井。
8. ↑  原曲为《 雨の国道七号線》，小林旭作词，文れいじ作曲，原唱小林旭。

## 外部連結
- YouTube上的意難忘播放列表